# Henry Ireton
Henry Ireton (1611 - 26 de noviembre de 1651), fue un abogado, estadista y general inglés del ejército parlamentario durante la Revolución inglesa. También fue el yerno de Oliver Cromwell.

## Inicios
Fue el hijo mayor de German Ireton, originario de Attenborough, Nottinghamshire, y fue bautizado en la iglesia St. Mary’s el 3 de noviembre de 1611. Se convirtió en un caballero plebeyo del Trinity College en 1626 y se graduó con el grado académico Bachelor of Arts en 1629, ese mismo año ingresó a la sociedad honoraria de abogados profesionales llamada Middle Temple.

## Revolución inglesa
Con el estallido de la revolución inglesa, se unió al ejército parlamentario, y luchó en la Batalla de Edgehill en octubre de 1642, y en la Batalla de Gainsborough en julio de 1643. Fue nombrado vicegobernador por Cromwell de la isla de Ely, y sirvió en la campaña de Yorkshire bajo el mando de Edward Montagu, segundo Conde de Mánchester y en la segunda batalla de Newbury. Después apoyó a Cromwell en las acusaciones de incompetencia contra el Conde de Mánchester.
En la noche anterior a la Batalla de Naseby, en junio de 1645, Ireton logró sorprender al ejército de los realistas y capturó muchos prisioneros. Al día siguiente, siguiendo la sugerencia de Cromwell, fue nombrado comisario general y se le designó el mando del ala izquierda de los parlamentaristas, mientras que Cromwell se mantuvo al mando del ala derecha. El ala bajo las órdenes de Ireton estaba completamente fracturada por las cargas impetuosas de Ruperto del Rin. Seguidamente Ireton fue herido y aprisionado, pero después de la derrota del enemigo debido a la exitosa campaña de Cromwell, recuperó su libertad.
Estuvo presente en el asedio de Bristol en septiembre de 1645, y tomó un rol activo en la siguiente campaña que resultó victoriosa en el derrocamiento de la causa realista. El 30 de octubre de 1645, Ireton ingresó al Parlamento como miembro del distrito de Appleby. El 15 de junio de 1646, durante el asedio de Oxford contrajo matrimonio con Bridget, hija de Oliver Cromwell. El matrimonio colocó a Ireton en paralelo con la carrera de Cromwell.

## Visión política y debates sobre el futuro de la monarquía
Sin embargo, mientras la política de Cromwell estaba prácticamente limitada a hacer lo mejor en la presente situación, y estaba inclinada al compromiso mutuo, la actitud de Ireton se basaba en principios bien fundamentados del arte de gobernar. En los debates de Putney, se opuso al extremismo, demostró aversión hacia la visión de los Republicanos y de los Niveladores, a quienes los consideraba imprácticos y peligrosos a los fundamentos en los que se basa la sociedad, y deseaba retener la constitución del rey, Lores y Comunes. También argumentó a favor de estos en las negociaciones del ejército con el Parlamento, y en las conferencias con el rey, siendo el principal encargado en el establecimiento de las propuestas concernientes al ejército, incluyendo el manifiesto titulado "The Heads of the Proposals" que abogaba por una Monarquía constitucional. Intentó prevenir el incumplimiento del contrato entre el ejército y el Parlamento, pero cuando esto sucedió, apoyó las negociaciones con el rey hasta que sus acciones lo hicieron impopular.

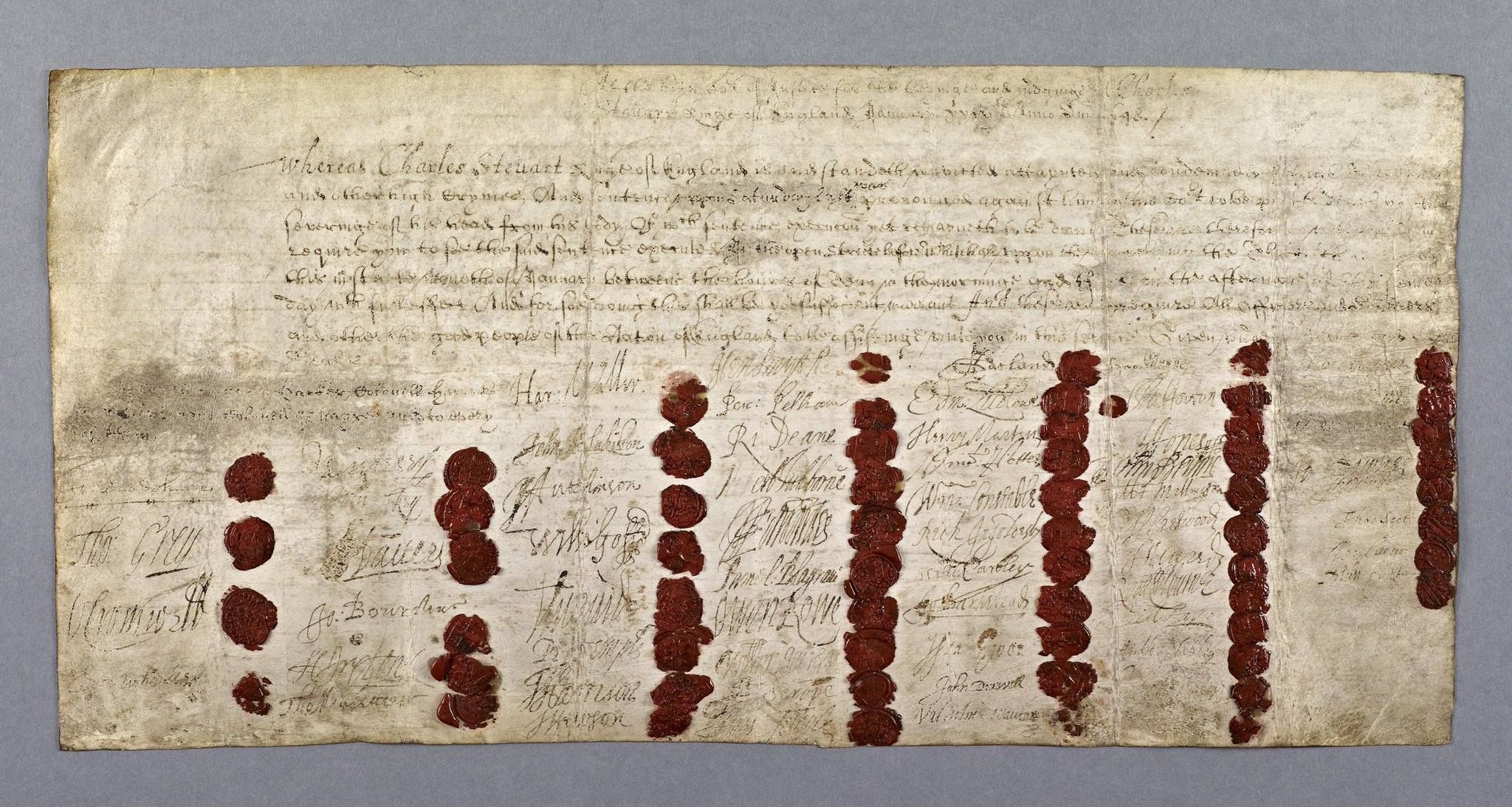
Sentencia de muerte de Carlos I de Inglaterra.

Finalmente se convenció de la imposibilidad de tratar con Carlos I de Inglaterra, y después de la huida del rey a la Isla de Wight, trató las siguientes propuestas con frialdad e instó al Parlamento a que se estableciese una administración sin él. Ireton sirvió bajo las órdenes de Thomas Fairfax en la segunda revolución inglesa, específicamente en las campañas de Kent y Essex, y fue responsable de las ejecuciones de Charles Lucas y George Lisle en Colchester. Después de que el rey rehusase por última vez las ofertas del ejército, Ireton aprobó su juicio con un sello especial. De esta manera escribió con la colaboración de Hugh Peters un comunicado oficial del ejército sobre el regicidio, y lo tituló "The Remonstrance of the Army". Fue un participante activo en la decisión de purgar en vez de reelegir y apoyó el segundo acuerdo de los niveladores sobre la gente. Estuvo presente en el juicio al rey y fue uno de los comisionados que firmó la sentencia de muerte.

## Campaña irlandesa y muerte
Muchos eligieron el regimiento de Ireton para que acompañase a Cromwell en su conquista de Irlanda. De hecho Ireton arribó a Dublín dos días después de Cromwell, el 17 de agosto de 1649, con 77 barcos llenos de tropas y suministros. Ireton fue designado comandante general, y después de la conquista del sur de Irlanda, Lord presidente de Munster. Junto con John Cook examinó un informe para reformar la ley irlandesa, con la intención de anglicanizarla y para que sirva de modelo para un nuevo acuerdo de la ley inglesa.
En mayo de 1650, Cromwell fue llamado a Inglaterra para que tomase el mando de las fuerzas parlamentarias, y durante la preparación para invadir Escocia, Ireton asumió el mando del nuevo ejército modelo en Irlanda con el título y los poderes de Señor Diputado y con el objetivo de completar la conquista del país. Para este propósito Ireton procedió con su energía usual, logrando destacarse por la severidad de sus métodos de castigo como también por sus destrezas militares. A mediados de 1650, Ireton y sus comandantes se enfrentaron a dos problemas. El primero era la captura de las ciudades restantes que estaban en poder de Irlanda confederada y las fuerzas realistas. La segunda dificultad era el incremento de la Guerra de guerrillas en el campo, a partir de que los combatientes irlandeses mejor conocidos como tories (conservadores) atacaron las líneas de suministros. Ireton apeló al Parlamento inglés para que se publicasen condiciones indulgentes de rendición para los irlandeses católicos, con el propósito de acabar con su resistencia, pero cuando esta propuesta fue rehusada, inició un proceso laborioso de sometimiento de las fuerzas católicas.
A principios de junio de 1650, su primera acción fue montar una expedición para contraatacar la guerrilla en los Montes Wicklow, con el objetivo de asegurar las líneas de suministros para el Asedio de Waterford, al sureste de Irlanda. Habiendo completado esto, Ireton bloqueó Waterford hasta su rendición en agosto de 1650. Sin arriesgar el asalto, Ireton sistemáticamente ordenó la construcción de trincheras con el propósito de poner sus armas de asedio dentro del rango de alcance de los muros y ordenó el desplazamiento de una flota parlamentaria fuera de los límites de la ciudad para prevenir la llegada de nuevas provisiones. Thomas Preston entregó Waterford después de tres meses de asedio. En octubre, Ireton avanzó hacia Limerick, pero tuvo que cancelar el ataque debido al clima frío. A principios de 1651, Ireton dio órdenes de despojar sistemáticamente de alimentos las áreas en las que las guerrillas (Tory) se estaban refugiando, consecuentemente esta política contribuyó a una hambruna que se extendió por todo el territorio irlandés al final del año. En junio de 1651 Ireton regresó a Limerick, y sitió la ciudad por cinco meses hasta su rendición en octubre de 1651. Al mismo tiempo, Galway fue sitiada por las fuerzas parlamentarias, y Ireton viajó personalmente para inspeccionar el mando militar de Charles Coote, que estaba bloqueando la ciudad. La fuerza física del mando de Ireton cobró su salud, y cayó enfermo.
Antes de que falleciese de fiebre, y justo después de la captura de Limerick, Ireton mandó a colgar algunos de los dignatarios de la ciudad por su obstinada defensa de la ciudad, entre los que estaban el concejal y obispo católico Terence Albert O’Brien, y el oficial realista inglés llamado coronel Fennell. También expresó su deseo de que el comandante Hugh Dubh O'Neill fuese colgado, pero Edmund Ludlow canceló la orden después de la muerte de Ireton.
Su fallecimiento colmó de tristeza a Cromwell y se le consideró una gran pérdida para la administración. Con la muerte de Ireton, Bridget Cromwell enviudó; y dejó en la orfandad un hijo y cuatro hijas. Posteriormente, Bridget contrajo segundas nupcias con el general Charles Fleetwood.

## Ejecución póstuma
El 30 de enero de 1661, después de la Restauración inglesa, Carlos II de Inglaterra ordenó la exhumación y mutilación de los restos de Ireton en una ejecución póstuma en la localidad de Tyburn, y que fue llevada a cabo junto con los restos de Cromwell y John Bradshaw, como castigo por haber firmardo la sentencia de muerte de su padre, Carlos I.